# Gerhard Reichelt

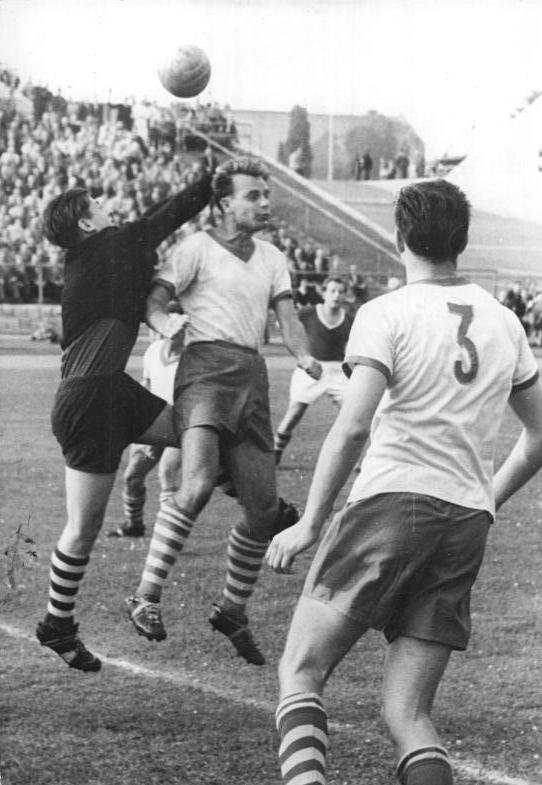
Gerhard Reichelt (Mitte) mit Vorwärts Berlin im Jahr 1953

Gerhard Reichelt (* 15. Februar 1931 in Krummwohlau, Landkreis Wohlau, Schlesien) ist ein ehemaliger deutscher Fußballspieler und Fußballtrainer. Als Spieler wurde er mit Vorwärts Berlin dreimal DDR-Meister und einmal Pokalsieger. Er spielte auch für die DDR-Nachwuchsnationalmannschaft und die B-Auswahl.

## Sportliche Laufbahn

### Fußballspieler (national)
Im Sommer 1951 wurde die bisher nicht im überregionalen DDR-Fußball agierende Sportvereinigung (SV) Vorwärts Leipzig von der Hauptverwaltung Ausbildung (HVA), ein Organ des DDR-Innenministeriums und Vorläufer der Kasernierten Volkspolizei, zum Fußballschwerpunkt der Hauptverwaltung bestimmt. Zu diesem Zweck wurde die Fußballmannschaft durch Spieler anderer Vorwärts-Mannschaften verstärkt. Zur Saison 1951/52 wurde die Leipziger Mannschaft, zuerst unter dem Namen SV Volkspolizei Vorwärts, wenig später als SV Vorwärts der HVA Leipzig auftretend, ohne sportliche Qualifikation in die DDR-Oberliga eingegliedert. 
Zum neuen Spielerstamm gehörte auch der 20-jährige Gerhard Reichelt. Er wurde von Trainer Heinz Krügel vom zweiten Oberligapunktspiel an eingesetzt, zunächst als Stürmer, ab der neunten Runde kontinuierlich als rechter Außenläufer. Während der Saison 1952/53 wurde die Leipziger Mannschaft nach Ost-Berlin umgesiedelt, Reichelt bestritt lediglich zwei Oberligaspiele für Vorwärts Leipzig und drei für Vorwärts Berlin. Am Saisonende musste die Mannschaft in die DDR-Liga absteigen. In der DDR-Liga schaffte Vorwärts Berlin 1953/54 den sofortigen Wiederaufstieg, an dem Reichelt mit 17 Punktspielen und zwei Toren beteiligt war. Neben dem Wiederaufstieg gewannen die Berliner nach einem 2:1-Sieg über Motor Zwickau den DDR-Fußballpokal. Reichelt wurde in der 63. Minute in das Spiel genommen. Nach dem Wiederaufstieg spielte Reichelt bis 1962 ununterbrochen in der DDR-Oberliga. Bis auf die Spielzeit 1958, in der er wegen Verletzungen nur acht Punktspiele bestreiten konnte, war er bis 1961 Stammspieler der Vorwärtsmannschaft und spielte stets im Mittelfeld. Nachdem sich Reichelt im Sommer 1961 eine Archillessehnenverletzung zugezogen hatte, war seine Oberligakarriere praktisch beendet. Bis zum September 1962 bestritt er nur noch vier Oberligapunktspiele. Mit seinem Einsatz am 23. September 1962 in der Begegnung Motor Karl-Marx-Stadt – ASK Vorwärts (0:2) endete Reichelts Laufbahn in der Oberliga, in der er insgesamt 169 Spiele bestritten und acht Tore erzielt hatte. Mit Vorwärts Berlin wurde er dreimal Meister (1958, 1960, 1962). Während seiner Ausbildung zum Trainer spielte Reichelt nebenher bei der HSG DHfK Leipzig in viertklassigen Bezirksliga bzw. Bezirksklasse. 

### Fußballspieler (international)
Als Zweitligaspieler von Vorwärts Berlin gehörte Reichelt 1954 zum Kader der DDR-Nachwuchsnationalmannschaft. Am 7. Februar 1954 bestritt er ein offizielles Länderspiel gegen Ungarn und spielte beim 0:0 in Ost-Berlin wie gewohnt als Mittelfeldspieler. Nachdem er im Herbst 1954 wieder Oberligaspieler geworden war, wurde er zu zwei Länderspielen der B-Nationalmannschaft berufen. In der Begegnung Polen – DDR (1:2) am 26. September 1954 war er nur Einwechselspieler, am 24. Oktober im Spiel DDR – Rumänien (0:0) war er als linker Läufer eingesetzt worden. 
Im Europapokal war Vorwärts Berlin in Reichelts aktiver Zeit dreimal vertreten, 1959/60 und 1962/63 im Europapokal der Landesmeister, sowie 1960/61 im Europapokal der Pokalsieger. Die Berliner schieden jeweils nach der ersten Runde aus, sodass sie in den drei Wettbewerben nur auf insgesamt sechs Spiele kamen. Reichelt war bei jeder Begegnung dabei, die Gegner hießen Wolverhampton Wanderers (2:1, 0:2) und Dukla Prag (0:3, 0:1) im Meisterpokal und Spartak Brünn (2:1, 0:2) im Pokalsiegerwettbewerb. 

### Trainer
Seine Tätigkeit als Trainer begann Reichelt im Dezember 1966 bei seinem alten Klub Vorwärts Berlin, der inzwischen als Fußballclub firmierte, als Co-Trainer. 1970 musste er diesen Posten wieder abgeben. Ein Jahr nachdem der FC Vorwärts nach Frankfurt (Oder) umgesiedelt worden war, übernahm Reichelt 1972 erneut das Amt des Co-Trainers. Zu Beginn der Saison 1973/74 wurde er zum Cheftrainer befördert, nachdem sein Vorgänger Fritz Belger in den Ruhestand getreten war. Nach dem Ende der Saison 1974/75 wurde er wieder entlassen, obwohl sich die Mannschaft unter seiner Leitung nicht wesentlich verschlechtert hatte (1972/73 7., 1973/74 4., 1974/75 5.). Im Oktober 1978, der FC Vorwärts war gerade abgestiegen, wurde Reichelt als Cheftrainer zurückgeholt, und er schaffte mit der Mannschaft den sofortigen Wiederaufstieg in die Oberliga. Anschließend gelang es Reichelt, den FC Vorwärts zu stabilisieren, nach zwei fünften Plätzen und dem Erreichen des Pokalendspiels 1981 (1:4 gegen den 1. FC Lokomotive Leipzig), folgte 1981/82 mit Rang vier die beste Platzierung seit 1974 (ebenfalls Platz 4). Trotzdem wurde er zur neuen Saison von Jürgen Großheim abgelöst. Im Januar 1987 kehrte Reichelt zum dritten Mal als Cheftrainer zum FC Vorwärts zurück. Ihm gelang es wie seinen Vorgängern nicht, die Mannschaft aus dem Niedergang der letzten Jahre herauszuführen. Während er 1987 noch Platz zehn erreichte, stieg er mit der Mannschaft 1988 ab. Obwohl der FC Vorwärts nach der Hinrunde der Saison 1988/89 in der DDR-Liga Platz drei erreicht hatte und der Wiederaufstieg realistisch war, trennte sich der Armeeklub diesmal endgültig von Reichelt, der zuletzt den Rang eines Oberstleutnants der Volksarmee innehatte. 